# Jia Zhangke
Jia Zhangke (贾樟柯S, Jiǎ ZhāngkēP; Fenyang, 24 maggio 1970) è un regista, scrittore, sceneggiatore e produttore cinese, figura portante della 'sesta generazione' del cinema cinese.

## Biografia
Studia pittura, si interessa di letteratura e pubblica il suo primo romanzo, appena ventenne, nel 1991. Due anni dopo entra all'accademia di cinema di Pechino, dove fonda il gruppo cinematografico sperimentale giovanile, la prima organizzazione indipendente del genere in Cina. Con il gruppo realizza due video che ricevono, entrambi, un premio. Nel 1997 riceve il diploma dell'accademia e realizza il suo primo lungometraggio, Xiao wu (Pickpocket), presentato con successo al festival di Berlino (1998), ma censurato in patria. Tema centrale delle sue opere è la Cina odierna con i suoi costanti cambiamenti e il feroce impatto con la modernità.
Influenzato dal cinema europeo, in particolare dalla nouvelle vague francese (Godard e Bresson) e dal neorealismo italiano (De Sica e Pasolini), ha diretto, tra gli altri film: Platform (2000); Unknow pleasures (2002); The World - Shijie (2004); Still life (2006), Leone d'oro alla Mostra del cinema di Venezia; 24 City (2008); il documentario Yuu (2011); nel 2013, Il tocco del peccato, premio per la migliore sceneggiatura al Festival di Cannes dello stesso anno; Al di là delle montagne (2015). Nel 2018 è presidente di giuria del concorso principale sia del settantunesimo Locarno Film Festival che del trentaseiesimo Torino Film Festival.

### L'approvazione del governo cinese
Nel 2004, con The World - Shijie, il governo cinese decide di produrre i film di Jia Zhangke, essendo stati approvati i temi da lui trattati. Frequenti sono le censure nei suoi film da parte del governo cinese, per temi delicati da lui proposti nelle pellicole.

## Filmografia

### Regista

#### Cortometraggi
- Zai Beijingde yi tian (One Day in Beijing, 1994)
- Xiao Shan hui jia (Xiao Shan Going home, 1995)
- Dudu (1996)
- Gong gong chang suo (In Public, 2001)
- Gou de zhuangkuang (The Condition of Dogs, 2002)
- Women de shi nian (Our Ten Years, 2007)
- Stories On Human Rights (2008, episodio Black Breakfast)
- Shi nian (Cry Me a River, 2009)
- Ren zai mai tu (Smog Journeys, 2015)
- Ying sheng (The Hedonists, 2016)

#### Documentari
- Dong (East, 2006, documentario, anche sceneggiatore)
- Wuyong (Useless, 2007, documentario, anche sceneggiatore)
- Hai shang chuan qi (I Wish I Knew, 2010, documentario)
- Yulu (2011, documentario collettivo)
- Venice 70: Future Reloaded (2013, documentario collettivo)

#### Lungometraggi
- Xiao Wu (1997, anche sceneggiatore e produttore)
- Zhàntái (2000, anche sceneggiatore e produttore)
- Rèn xiāoyáo (2002, anche sceneggiatore)
- Shìjiè (2004, anche sceneggiatore)
- Still Life (Sānxiá hǎorén, 2006, anche sceneggiatore e produttore)
- Èrshísì chéng jì (2008, anche sceneggiatore)
- Il tocco del peccato (Tiān zhùdìng, 2013, anche sceneggiatore)
- Al di là delle montagne (Shānhé gùrén, 2015, anche sceneggiatore)
- I figli del fiume giallo (Jiānghú érnǚ, 2018, anche sceneggiatore)
- Generazione romantica (Fēngliú yīdài, 2024, anche sceneggiatore)

### Attore
- Black Dog (Gǒu zhèn), regia di Guan Hu (2024)

## Riconoscimenti
- Festival di Cannes
  - 2008 – In concorso per la Palma d'oro con Èrshísì chéng jì
  - 2013 – In concorso per la Palma d'oro con Il tocco del peccato
    - 2013 – Prix du scénario  per Il tocco del peccato

  - 2015 – In concorso per la Palma d'oro con Al di là delle montagne
  - 2018 – In concorso per la Palma d'oro con I figli del fiume giallo
  - 2024 – In concorso per la Palma d'oro con Generazione romantica
- Mostra del cinema di Venezia
  - 2004 – In concorso per il Leone d'oro con Shìjiè
  - 2006 – Leone d'oro per Still Life